# 2016: Obamova Amerika
2016: Obamova Amerika (v anglickém originále 2016: Obama's America) je politický dokumentární film o Baracku Obamovi natočený v roce 2012 ve Spojených státech amerických. Jeho autorem je konzervativní novinář a komentátor Dinesh D'Souza, kterému s režírováním pomáhal John Sullivan. Film je založený na D'Souzově knize The Roots of Obama's Rage z roku 2010 a jeho producentem je Gerald R. Molen.
Film se zabývá jednak Obamovým dosavadním životem, včetně dětství, jednak odhaduje, jakým směrem se Spojené státy americké posunou, pokud Obama obhájí funkci prezidenta ve volbách na podzim roku 2012.
Film zaznamenal po svém uvedení slušnou návštěvnost, když se dostal do desítky nejnavštěvovanějších filmů, nicméně návštěvností při uvedení zaostává za filmem Fahrenheit 9/11 filmaře Michaela Moora. K tomuto filmu bývá přirovnáván a sám D'Souza inspiraci Moorem přiznává. Zatímco Moore kritizoval svým filmem politiku tehdy vládnoucí Republikánské strany a jejího prezidenta George Bushe, D'Souzův film rozebírá vládnoucího prezidenta Demokratické strany. Některými je pokládán zkrátka za propagační materiál republikánů vydaný záměrně před blížícími se volbami.